# Fenoughil
Fenoughil (arabisch ﻓﻨﻮﻏﻴﻞ) ist eine algerische Gemeinde in der Provinz Adrar mit 11.793 Einwohnern. (Stand: 2008)

## Geographie
Fenoughil wird umgeben von Adrar und von Sali im Süden.
In Fenoughil gibt es eine Koranschule und 14 Paläste.